# PreZero Grand Prix PLS 2021
PreZero Grand Prix PLS 2021 – 2. edycja letniego turnieju w piłce siatkowej zorganizowana przez Polską Ligę Siatkówki dla męskich i kobiecych klubów uczestniczących w PlusLidze, Tauron 1. Lidze oraz Tauron Lidze.
Turniej rozgrywany był w formule tzw. brazylijskiej. Drużyna liczyła cztery osoby.

## Turniej kobiet

### Eliminacje
- drużyna odpadła z turnieju
  - awans do kolejnej fazy turnieju
| Data       | Godzina | Drużyna 1                         | Wynik | Drużyna 2                       | Set 1 | Set 2 | Set 3 | Raport |
| ---------- | ------- | --------------------------------- | ----- | ------------------------------- | ----- | ----- | ----- | ------ |
| 29.07.2021 |         | Joker Świecie                     | 2:1   | UNI Opole                       | 23:25 | 25:21 | 15:12 | raport |
| 29.07.2021 |         | BKS Bostik Bielsko-Biała          | 2:0   | SAN-Pajda Jarosław              | 25:19 | 25:18 |       | raport |
| 29.07.2021 |         | LOS Nowy Dwór Mazowiecki          | 1:2   | Energa MKS Kalisz               | 11:25 | 25:19 | 16:18 | raport |
| 29.07.2021 |         | ŁKS Commercecon Łódź              | 2:1   | E.Leclerc Moya Radomka Radom    | 25:16 | 21:25 | 15:8  | raport |
| 29.07.2021 |         | Polskie Przetwory Pałac Bydgoszcz | 0:2   | Joker Świecie                   | 29:31 | 12:25 |       | raport |
| 29.07.2021 |         | BKS Bostik Bielsko-Biała          | 2:0   | IŁ Capital Legionovia Legionowo | 25:23 | 25:23 |       | raport |

| Data       | Godzina | Drużyna 1                    | Wynik | Drużyna 2                         | Set 1 | Set 2 | Set 3 | Raport |
| ---------- | ------- | ---------------------------- | ----- | --------------------------------- | ----- | ----- | ----- | ------ |
| 30.07.2021 |         | Grot Budowlani Łódź          | 0:2   | Energa MKS Kalisz                 | 22:25 | 15:25 |       | raport |
| 30.07.2021 |         | ŁKS Commercecon Łódź         | 1:2   | #VolleyWrocław                    | 25:23 | 12:25 | 12:15 | raport |
| 30.07.2021 |         | E.Leclerc Moya Radomka Radom | 0:2   | Polskie Przetwory Pałac Bydgoszcz | 23:25 | 13:25 |       | raport |
| 30.07.2021 |         | LOS Nowy Dwór Mazowiecki     | 2:1   | IŁ Capital Legionovia Legionowo   | 25:27 | 25:19 | 15:11 | raport |
| 30.07.2021 |         | SAN-Pajda Jarosław           | 0:2   | Grot Budowlani Łódź               | 23:25 | 20:25 |       | raport |
| 30.07.2021 |         | UNI Opole                    | 2:0   | ŁKS Commercecon Łódź              | 25:21 | 25:20 |       | raport |

### Ćwierćfinały
| Data       | Godzina | Drużyna 1                         | Wynik | Drużyna 2                | Set 1 | Set 2 | Set 3 | Raport |
| ---------- | ------- | --------------------------------- | ----- | ------------------------ | ----- | ----- | ----- | ------ |
| 31.07.2021 |         | Joker Świecie                     | 1:2   | BKS Bostik Bielsko-Biała | 25:18 | 20:25 | 8:15  | raport |
| 31.07.2021 |         | Energa MKS Kalisz                 | 0:2   | #VolleyWrocław           | 16:25 | 19:25 |       | raport |
| 31.07.2021 |         | Polskie Przetwory Pałac Bydgoszcz | 0:2   | LOS Nowy Dwór Mazowiecki | 16:25 | 18:25 |       | raport |
| 31.07.2021 |         | Grot Budowlani Łódź               | 2:1   | UNI Opole                | 25:22 | 19:25 | 15:12 | raport |
| 31.07.2021 |         | LOS Nowy Dwór Mazowiecki          | 2:1   | Energa MKS Kalisz        | 23:25 | 25:22 | 21:19 | raport |
| 31.07.2021 |         | Joker Świecie                     | 2:0   | Grot Budowlani Łódź      | 25:20 | 25:19 |       | raport |

### Półfinały
| Data      | Godzina | Drużyna 1                | Wynik | Drużyna 2                | Set 1 | Set 2 | Set 3 | Raport |
| --------- | ------- | ------------------------ | ----- | ------------------------ | ----- | ----- | ----- | ------ |
| 1.08.2021 |         | BKS BOSTIK Bielsko-Biała | 1:2   | LOS Nowy Dwór Mazowiecki | 12:25 | 25:21 | 10:15 | raport |
| 1.08.2021 |         | #VolleyWrocław           | 2:0   | Joker Świecie            | 25:23 | 25:18 |       | raport |

### Mecz o 3. miejsce
| Data       | Godzina | Drużyna 1                | Wynik | Drużyna 2     | Set 1 | Set 2 | Set 3 | Raport |
| ---------- | ------- | ------------------------ | ----- | ------------- | ----- | ----- | ----- | ------ |
| 01.08.2021 |         | BKS BOSTIK Bielsko-Biała | 2:0   | Joker Świecie | 25:19 | 25:23 |       | raport |

### Finał
| Data       | Godzina | Drużyna 1                | Wynik | Drużyna 2      | Set 1 | Set 2 | Set 3 | Raport |
| ---------- | ------- | ------------------------ | ----- | -------------- | ----- | ----- | ----- | ------ |
| 01.08.2021 |         | LOS Nowy Dwór Mazowiecki | 1:2   | #VolleyWrocław | 25:20 | 19:25 | 8:15  | raport |

MVP turnieju została Aleksandra Gromadowska.

## Turniej mężczyzn

### Eliminacje
- drużyna odpadła z turnieju
  - awans do kolejnej fazy turnieju
| Data      | Godzina | Drużyna 1                          | Wynik | Drużyna 2                  | Set 1 | Set 2 | Set 3 | Raport |
| --------- | ------- | ---------------------------------- | ----- | -------------------------- | ----- | ----- | ----- | ------ |
| 5.08.2021 |         | Jastrzębski Węgiel                 | 2:0   | Ślepsk Malow Suwałki       | 25:19 | 25:21 |       | raport |
| 5.08.2021 |         | Asseco Resovia Rzeszów             | 2:0   | Gwardia Wrocław            | 25:23 | 26:24 |       | raport |
| 5.08.2021 |         | LUK Politechnika Lublin            | 2:0   | Aluron CMC Warta Zawiercie | 25:23 | 25:19 |       | raport |
| 5.08.2021 |         | Grupa Azoty ZAKSA Kędzierzyn-Koźle | 2:1   | Indykpol AZS Olsztyn       | 25:23 | 21:25 | 15:12 | raport |
| 5.08.2021 |         | Alsecco Stal Nysa                  | 2:1   | GKS Katowice               | 25:27 | 25:22 | 15:8  | raport |
| 5.08.2021 |         | Projekt Warszawa                   | 2:0   | Trefl Royal Seafood Gdańsk | 25:20 | 25:19 |       | raport |
| 5.08.2021 |         | Cerrad Enea Czarni Radom           | 0:2   | Staropolanka Cuprum Lubin  | 23:25 | 23:25 |       | raport |
| 5.08.2021 |         | BBTS Aqua Bielsko-Biała            | 1:2   | PGE Skra Bełchatów         | 22:25 | 25:23 | 13:15 | raport |

| Data      | Godzina | Drużyna 1                  | Wynik | Drużyna 2                          | Set 1 | Set 2 | Set 3 | Raport |
| --------- | ------- | -------------------------- | ----- | ---------------------------------- | ----- | ----- | ----- | ------ |
| 6.08.2021 |         | Jastrzębski Węgiel         | 1:2   | Asseco Resovia Rzeszów             | 25:20 | 15:25 | 11:15 | raport |
| 6.08.2021 |         | LUK Politechnika Lublin    | 2:0   | Grupa Azoty ZAKSA Kędzierzyn-Koźle | 25:22 | 25:20 |       | raport |
| 6.08.2021 |         | BBTS Aqua Bielsko-Biała    | 2:0   | Cerrad Enea Czarni Radom           | 25:21 | 25:23 |       | raport |
| 6.08.2021 |         | Trefl Royal Seafood Gdańsk | 1:2   | GKS Katowice                       | 25:27 | 25:18 | 16:18 | raport |
| 6.08.2021 |         | Indykpol AZS Olsztyn       | 2:1   | Aluron CMC Warta Zawiercie         | 25:21 | 21:25 | 15:8  | raport |
| 6.08.2021 |         | Gwardia Wrocław            | 0:2   | Ślepsk Malow Suwałki               | 21:25 | 16:25 |       | raport |
| 6.08.2021 |         | Alsecco Stal Nysa          | 0:2   | Projekt Warszawa                   | 20:25 | 18:25 |       | raport |
| 6.08.2021 |         | Staropolanka Cuprum Lubin  | 2:1   | PGE Skra Bełchatów                 | 24:26 | 25:15 | 15:11 | raport |

| Data      | Godzina | Drużyna 1                          | Wynik | Drużyna 2                          | Set 1 | Set 2 | Set 3 | Raport |
| --------- | ------- | ---------------------------------- | ----- | ---------------------------------- | ----- | ----- | ----- | ------ |
| 7.08.2021 |         | BBTS Aqua Bielsko-Biała            | 1:2   | Grupa Azoty ZAKSA Kędzierzyn-Koźle | 21:25 | 25:22 | 8:15  | raport |
| 7.08.2021 |         | GKS Katowice                       | 0:2   | Jastrzębski Węgiel                 | 22:25 | 19:25 |       | raport |
| 7.08.2021 |         | Indykpol AZS Olsztyn               | 2:0   | PGE Skra Bełchatów                 | 25:19 | 25:16 |       | raport |
| 7.08.2021 |         | Ślepsk Malow Suwałki               | 1:2   | Alsecco Stal Nysa                  | 25:23 | 22:25 | 7:15  | raport |
| 7.08.2021 |         | Asseco Resovia Rzeszów             | 1:2   | LUK Politechnika Lublin            | 22:25 | 25:18 | 12:15 | raport |
| 7.08.2021 |         | Projekt Warszawa                   | 0:2   | Staropolanka Cuprum Lubin          | 19:25 | 23:25 |       | raport |
| 7.08.2021 |         | Grupa Azoty ZAKSA Kędzierzyn-Koźle | 0:2   | Jastrzębski Węgiel                 | 20:25 | 16:25 |       | raport |
| 7.08.2021 |         | Indykpol AZS Olsztyn               | 2:0   | Alsecco Stal Nysa                  | 25:20 | 25:23 |       | raport |

| Data      | Godzina | Drużyna 1          | Wynik | Drużyna 2            | Set 1 | Set 2 | Set 3 | Raport |
| --------- | ------- | ------------------ | ----- | -------------------- | ----- | ----- | ----- | ------ |
| 8.08.2021 |         | Jastrzębski Węgiel | 0:2   | Projekt Warszawa     | 21:25 | 21:25 |       | raport |
| 8.08.2021 |         | Asseco Resovia     | 0:2   | Indykpol AZS Olsztyn | 14:25 | 23:25 |       | raport |

### Półfinały
| Data      | Godzina | Drużyna 1                 | Wynik | Drużyna 2            | Set 1 | Set 2 | Set 3 | Raport |
| --------- | ------- | ------------------------- | ----- | -------------------- | ----- | ----- | ----- | ------ |
| 8.08.2021 |         | LUK Politechnika Lublin   | 1:2   | Projekt Warszawa     | 25:21 | 24:26 | 11:15 | raport |
| 8.08.2021 |         | Staropolanka Cuprum Lubin | 0:2   | Indykpol AZS Olsztyn | 20:25 | 21:25 |       | raport |

### Mecz o 3. miejsce
| Data       | Godzina | Drużyna 1               | Wynik | Drużyna 2                 | Set 1 | Set 2 | Set 3 | Raport |
| ---------- | ------- | ----------------------- | ----- | ------------------------- | ----- | ----- | ----- | ------ |
| 08.08.2021 |         | LUK Politechnika Lublin | 0:2   | Staropolanka Cuprum Lubin | 13:25 | 19:25 |       | raport |

### Finał
| Data       | Godzina | Drużyna 1        | Wynik | Drużyna 2            | Set 1 | Set 2 | Set 3 | Raport |
| ---------- | ------- | ---------------- | ----- | -------------------- | ----- | ----- | ----- | ------ |
| 08.08.2021 |         | Projekt Warszawa | 0:2   | Indykpol AZS Olsztyn | 21:25 | 19:25 |       | raport |

MVP turnieju został Mateusz Poręba.